# Walther Donner
Walther Roël William (Walther) Donner, pennamen Don Walther (Donner), Jefferson William, John Ferdinand en Plagitarius (Paramaribo, 9 december 1929 – aldaar, 1 september 2022), was een Surinaams hoogleraar, jurist, econoom, politiek commentator, verteller en schrijver. Om zijn werk te doen voorleven is in 2017 de Donner Schrijfwedstrijd in het leven geroepen.

## Biografie

### Afkomst en jeugd
Walther Donner werd geboren in 1929 als afstammeling van Duitse immigranten. Hij kon kleurrijk vertellen, zoals over zijn familieverwantschappen met onder meer Bottenbley, Ho A Fat, Spong, Rosheuvel en Thijm. Hij groeide eerst op bij zijn grootouders en na haar hertrouwen bij zijn moeder en stiefvader. Hij verhuisde vaak en wisselde daardoor ook vaak van school, wat zich ook in zijn volwassen leven voortzette. Hij ging na de Tweede Wereldoorlog, in 1947, naar Aruba, waar hij voor de de tweede raffinaderij Eagle Oil Company aan het werk ging. Hij werkte in ploegen en had daarom tijd over om veel te lezen. De boeken leende hij van zijn oom die bij de raffinaderij van Lagos werkte. Hij zocht vaak snel weer een andere baan en was op het eiland later boekhouder bij eerst een ondernemer en daarna vanwege de verdiensten bij een groothandel. Op zijn negentiende slaagde hij voor het staatsexamen.
Hij bleef niet alleen in Aruba, maar was op momenten ook in Curaçao, Barbados en de Verenigde Staten. Hij trouwde in 1951 met Teresita Kroon met wie hij vanaf 1952 een zoon en twee dochters kreeg. Op aanmoediging van zijn schoonfamilie verbleef hij in de jaren vijftig voor studie in Nederland, eerst op de HBS en daarna de universiteit. Hij studeerde economie, kwam naar Curaçao terug om met hulp van zijn schoonfamilie als lid van de Rekenkamer vrijstelling van de dienstplicht te krijgen, en studeerde daarna in Nederland door in rechten. Vervolgens promoveerde hij in 1961 op een proefschrift over financiële mechanismen van de Nederlandse Antillen. Hierna werkte hij een tijd in diplomatieke dienst, waar hij geregeld contact had met Prins Bernhard.

### Ministeriële toppositie
Hij had zich al eerder een bezield nationalist getoond en had les gegeven aan de beweging Wie Eegie Sanie. Op aanmoediging van zijn vriend en minister Jules Sedney (Progressieve Nationale Partij; PNP) keerde hij in 1963 terug naar zijn geboorteland, waar hij aan het werk ging voor het ministerie van Economische Zaken. Ook werd hij adviseur voor Ewald Meyer en Toon Smit, respectievelijk de minister en directeur van het ministerie van Onderwijs. In deze rol hielp hij bij de oprichting van de Universiteit van Suriname in 1968 en was hij hoogleraar aan de Surinaamse Rechtsschool die later omgevormd werd naar de Faculteit voor Rechtsgeleerdheid.
In 1969 ontstonden onderwijsstakingen die leidden tot de val van het kabinet-Pengel II. Anderhalve maand voor de val werd al in de media gesuggereerd dat de politiek een zondebok zocht voor de problemen waarin premier Pengel was beland. Donner beweerde achteraf ook dat sommigen de verantwoordelijk bij hem hadden gelegd.

### Veelschrijver
Begin jaren 1970 kwam hij in opspraak toen hij niet-gedekte loten had laten drukken en had verkocht in Aruba en Curaçao. Deze zwendel leverde hem een gevangenisstraf op van acht maanden in Santo Boma – en een leesboek (Carpetbaggers) van Harold Robbins. Voor Donner was Robbins' boek een eyeopener omdat hij besefte dat hij ook zo zou kunnen schrijven. In 1973 resulteerde dit in zijn debuutroman met de titel De druk van het verleden.
Zijn tijd in Santo Boma verwerkte hij in een roman, waarvan hij het manuscript in de vuilnisbak deponeerde. In deze tijd werd hij bezocht door Robby Parabirsing, pennaam Rappa, die het manuscript er weer uithaalde en Donner verzocht of hij het mocht redigeren. Donner aarzelde, maar gaf die toestemming toch. Het resulteerde uiteindelijk in zijn boek Boete zonder schuld dat in 2015 werd uitgegeven. Slechts een deel is autobiografisch. Het verhaalt over iemand die in zijn jeugd ten onrechte veroordeeld werd. Later werd de hoofdrolspeler als minister ten onrechte gestraft met zijn verleden, met een gedwongen aftreden tot gevolg.

### Nederland en Costa Rica
In 1972 scheidde hij van Teresita en vertrok naar Nederland, waar hij les gaf aan het lyceum in Wassenaar. Hij had enige tijd een relatie met Yvonne Coutinho en rond 1978 trad hij opnieuw in het huwelijk met Nettie Essed. Met Yvonne kreeg hij zijn laatste zoon, Steven Coutinho, van 2019 tot 2021 directeur van De Surinaamsche Bank.
Donner woonde niet alleen in Nederland maar ook bij tijden in Costa Rica. In beide landen werkte hij op op juridisch-economisch gebied en schreef hij. Verder was hij gastdocent en hoogleraar aan de universiteit van San José in Costa Rica en hoogleraar Internationale Economie aan de Erasmus Universiteit Rotterdam.
Van 1990 tot 2004 was hij vanuit de afdeling Rotterdam actief voor de Volkspartij voor Vrijheid en Democratie (VVD). Voor de partij schreef hij stukken in het orgaan Liberaal Reveil.

### Terug in Suriname
Vanaf 2005 was hij terug in Suriname en bezocht hij nog lang de bijeenkomsten van Schrijversgroep '77. In zijn kritieken hield hij geen blad voor zijn mond.
Het eind van zijn leven bracht hij door in Huize Margriet in Paramaribo. Hier overleed hij op 1 september 2022. Walther Donner is 92 jaar oud geworden.

## Werk
Donner schreef in het Nederlands, Engels en Spaans en liet een groot aantal boeken na. In een recensie in de Parbode van november 2020 merkte Sandra Smit een opmerkelijk verschil op tussen zijn schrijfstijl in het Engels en Nederlands, waarbij het niveau van zijn Engels volgens haar veel hoger ligt.
Verschillende boeken bracht hij later nog eens uit, soms ook onder een andere titel of pseudoniem. Een voorbeeld is Een rechter is ook maar een mens dat hij in 1981 als Don Walther tweemaal uitgaf, maar met een afwijkende vormgeving, en vervolgens in 1992 nog eens met de titel Maar… edelachtbare onder het pseudoniem Jefferson William. Dezelfde tekst gaf hij in 1996 als Don Walther Donner nogmaals uit in een boek met weliswaar met dezelfde titel maar onder vermelding van "tiende, geheel herziene druk" en met de titel Veroordeeld door het vooroordeel. Ook suggereerde hij in 1996 dat het boek een vertaling was van But your honour uit 1974.

### Donner Schrijfwedstrijd
Tijdens de boekpresentatie van Boete zonder schuld in de Sociëteit Republiek Suriname (SORES) op 11 maart 2015 besloten Robby Parabirsing (Rappa), Deryck Ferrier en Carlo Jadnanansing om de Stichting Don Walther Fonds op te richten met het doel om zijn werk te doen voorleven. Het initiatief kon op meer dan toestemming rekenen van Donner, die zelf alle kosten voor zijn rekening nam. Ook werd een wedstrijd in het leven geroepen om schrijven in Suriname te bevorderen. De schrijfwedstrijd werd in 2018 voor het eerst gehouden. De jury voorzitter is sinds het begin Hilde Neus.